# NGC 5307
NGC 5307 là một tinh vân hành tinh ở phía nam của chòm sao Bán Nhân Mã, có vị trí thấp hơn 3 ° về phía đông bắc của sao Epsilon Centauri.  Nó được phát hiện bởi nhà thiên văn học người Anh John Herschel vào ngày 15 tháng 4 năm 1836. Tinh vân này nằm ở khoảng cách 10.551,2 ngàn năm ánh sáng  so với Mặt Trời.  Ngôi sao trung tâm, được chỉ định là PNG 312.3 + 10.5, là một ngôi sao có vạch quang phổ yếu, bề ngoài giống với kiểu phụ WC của sao Wolf – Rayet.  Nó có một lớp quang phổ là O (H) 3,5 V.
Đây là tinh vân hành tinh Loại IIb/III với vận tốc giãn nở thấp là 15 km/s. Các chất hóa học dồi dào trong lớp vỏ cho thấy thời kỳ trước chỉ trải qua quá trình chuyển hóa một phần cacbon thành nitơ khi tuổi thọ của nó kết thúc. Về mặt hình thái, nó có hình dạng đối xứng qua tâm. Nhìn chung, nó có dạng hình chữ nhật và có hai cặp nút thắt mật độ cao hơn đối xứng xung quanh ở giữa, thẳng hàng dọc theo các góc vị trí xấp xỉ 30 ° và 163 °. Chúng thể hiện lượng nitơ dồi dào được tăng cường một chút so với phần còn lại của tinh vân và được quang hóa ở mặt đối diện với ngôi sao trung tâm.  Hình dạng đối xứng của tinh vân có thể hình thành từ các tia phản lực xuất hiện từ cả hai mặt của một đĩa xung quanh ngôi sao trung tâm.

## Bộ sưu tập

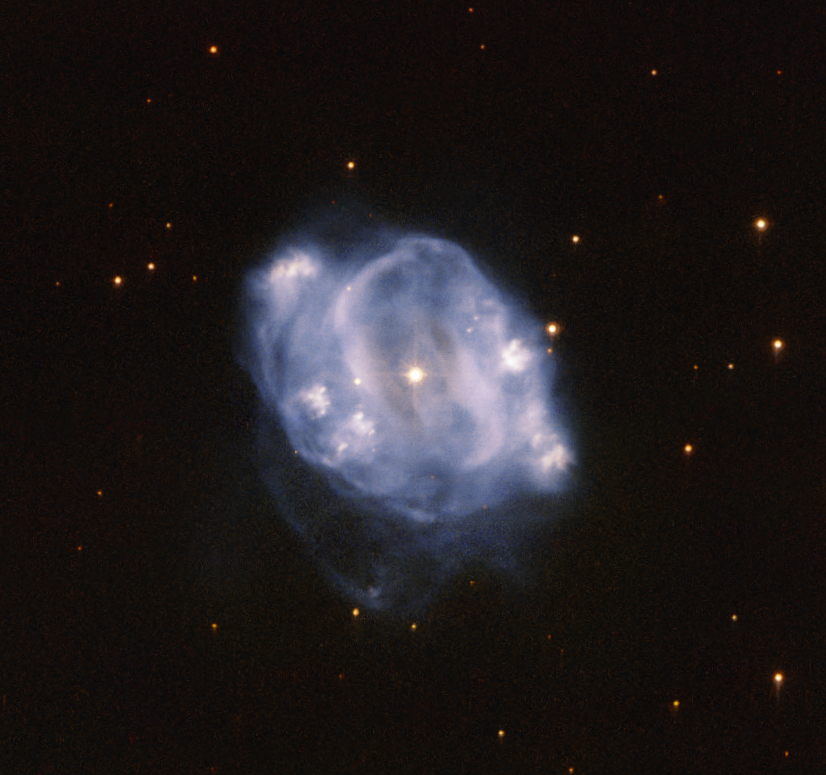
NGC 5307 có thể được nhìn thấy chủ yếu ở Nam bán cầu.